# 泰泽艾济
泰泽艾济（法語：Taizé-Aizie，法語發音：[tɛze ezi]）是法国夏朗德省的一个市镇，位于该省北部，和维埃纳省接壤，属于孔福朗区。

## 地理
泰泽艾济（46°3'47"N, 0°14'26"E）面积14.81 平方千米，位于法国新阿基坦大区夏朗德省，该省份为法国西部内陆省份，北起德塞夫勒省和维埃纳省，东临上维埃纳省，东南至多尔多涅省，南至多爾多涅省，西接滨海夏朗德省。
与泰泽艾济接壤的市镇（或旧市镇、城区）包括：莱萨德若、比乌萨克、孔达克、楠特伊昂瓦莱、吕费克、利藏、武莱姆。

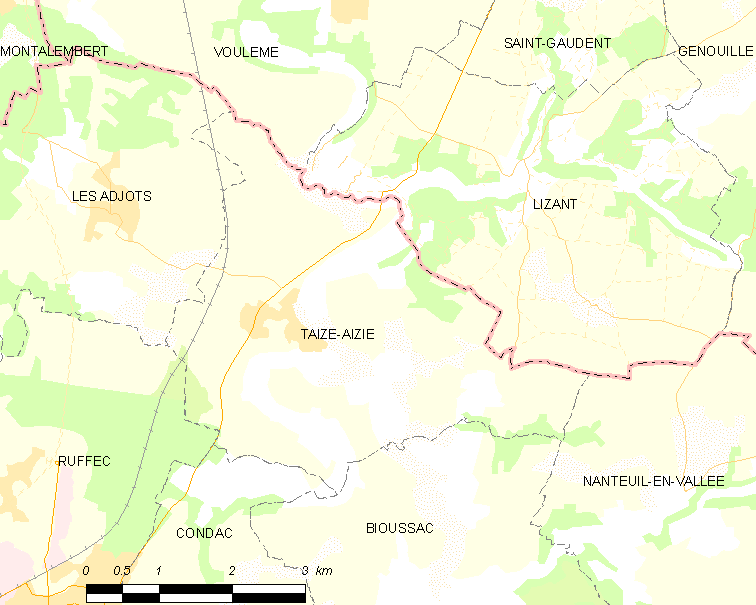
泰泽艾济的OSM定位图

泰泽艾济的时区为UTC+01:00、UTC+02:00（夏令时）。

## 行政
泰泽艾济的邮政编码为16700，INSEE市镇编码为16378。

## 政治
泰泽艾济所属的省级选区为夏朗德北县。

## 人口

1962-2008年间泰泽艾济人口变化图示

泰泽艾济于2022年1月1日时的人口数量为585人。